# جائزة بلنسية الكبرى للدراجات النارية 2004
جائزة بلنسية الكبرى للدراجات النارية 2004 هو سباق دراجات نارية أقيم بتاريخ 31 أكتوبر 2004 في حلبة ريكاردو تورمو. كان الجولة السادسة عشر من أصل 16 في سباق الجائزة الكبرى للدراجات النارية موسم 2004. فاز فالنتينو روسي بفئة الموتو جي بي بينما جاء ماكس بياجي في المركز الثاني وحصل على المركز الثالث تروي بايليس.

## وصلات خارجية
- الموقع الرسمي